# Flowers (Miley Cyrus)
Flowers è un singolo della cantante statunitense Miley Cyrus, pubblicato il 13 gennaio 2023 come primo estratto dall'ottavo album in studio Endless Summer Vacation.
La canzone è stata accolta positivamente dalla critica musicale, che ne ha apprezzato la produzione e le capacità vocali della cantante. Ai Grammy Awards è stata candidata alla canzone dell'anno, vincendo nelle categorie alla registrazione dell'anno e alla miglior interpretazione pop solista.
Commercialmente Flowers ha esordito alla prima posizione di numerose classifiche internazionali, divenendo il secondo della cantante a ottenere tale risultato nella Billboard Hot 100, terzo nella Official Singles Chart britannica e primo nella classifica australiana.

## Descrizione
Il brano, caratterizzato da sonorità disco-funk, è indirizzato all'attore australiano Liam Hemsworth, ex marito della cantante. È stato notato che la canzone è stata pubblicata il giorno del compleanno di Hemsworth, e il testo fa riferimento alla loro casa di Malibù, andata distrutta nel novembre 2018 durante un incendio. Il ritornello è stato considerato una «parafrasi» di quello della canzone When I Was Your Man di Bruno Mars, che era stata dedicata a Cyrus proprio da Hemsworth.

## Accoglienza
Jason Lipshutz di Billboard ha sottolineato che il singolo non è una «vera e propria reinvenzione» per Cyrus, ma è comunque «un pop robusto e canticchiabile, che affascina senza fronzoli od orpelli». Lindsay Zoladz del New York Times ha descritto il ritorno della cantante come «leggero» e affermato che «la melodia relativamente sommessa del ritornello potrebbe non richiedere molto alla Cyrus, ma la sua voce è impregnata di una maturità rilassata e di una convincente sicurezza di sé». Mary Siroky di Consequence ha apprezzato la canzone, dicendo che la cantante «ha giocato molto con i generi nel corso della propria carriera, probabilmente perché la sua voce suona bene in ognuno di essi». La giornalista ribadisce l'apprezzamento per la canzone, affermando che «una volta che il ritornello colpisce, lei arriva alla conclusione che tutto andrà bene e che c'è persino una forte possibilità di stare meglio in futuro».
Scrivendo per Pitchfork, la giornalista Anna Gaca ha descritto il singolo come tematicamente «generico» e la voce di Miley Cyrus come «sinceramente non disturbata» dalla situazione che narra. Gaca ha inoltre paragonato la canzone al singolo Shakira: Bzrp Music Sessions Vol. 53, pubblicato lo stesso giorno, sostenendo che «chiamare [Flowers] vendetta è azzardato, non quanto Shakira almeno», sottintendendo che quest'ultima cantante affrontava il tema della vendetta in modo migliore.

## Video musicale

Screenshot tratto dal video del brano

Il video musicale è stato reso disponibile in concomitanza del lancio del singolo attraverso il canale YouTube della cantante. Diretto da Jacob Bixenman, è stato girato a Los Angeles e a San Francisco sul Golden Gate Bridge.

## Tracce
Testi e musiche di Miley Cyrus, Gregory Hein e Michael Pollack.
1. Flowers – 3:20

## Successo commerciale
Paesi nei quali Flowers ha raggiunto la vetta in classifica.
     Paesi nei quali Flowers ha raggiunto la 2ª posizione in classifica.
     Paesi nei quali Flowers ha raggiunto il podio in classifica.
     Paesi nei quali Flowers ha raggiunto la top 5 in classifica.
     Paesi nei quali Flowers ha raggiunto la top 10 in classifica.

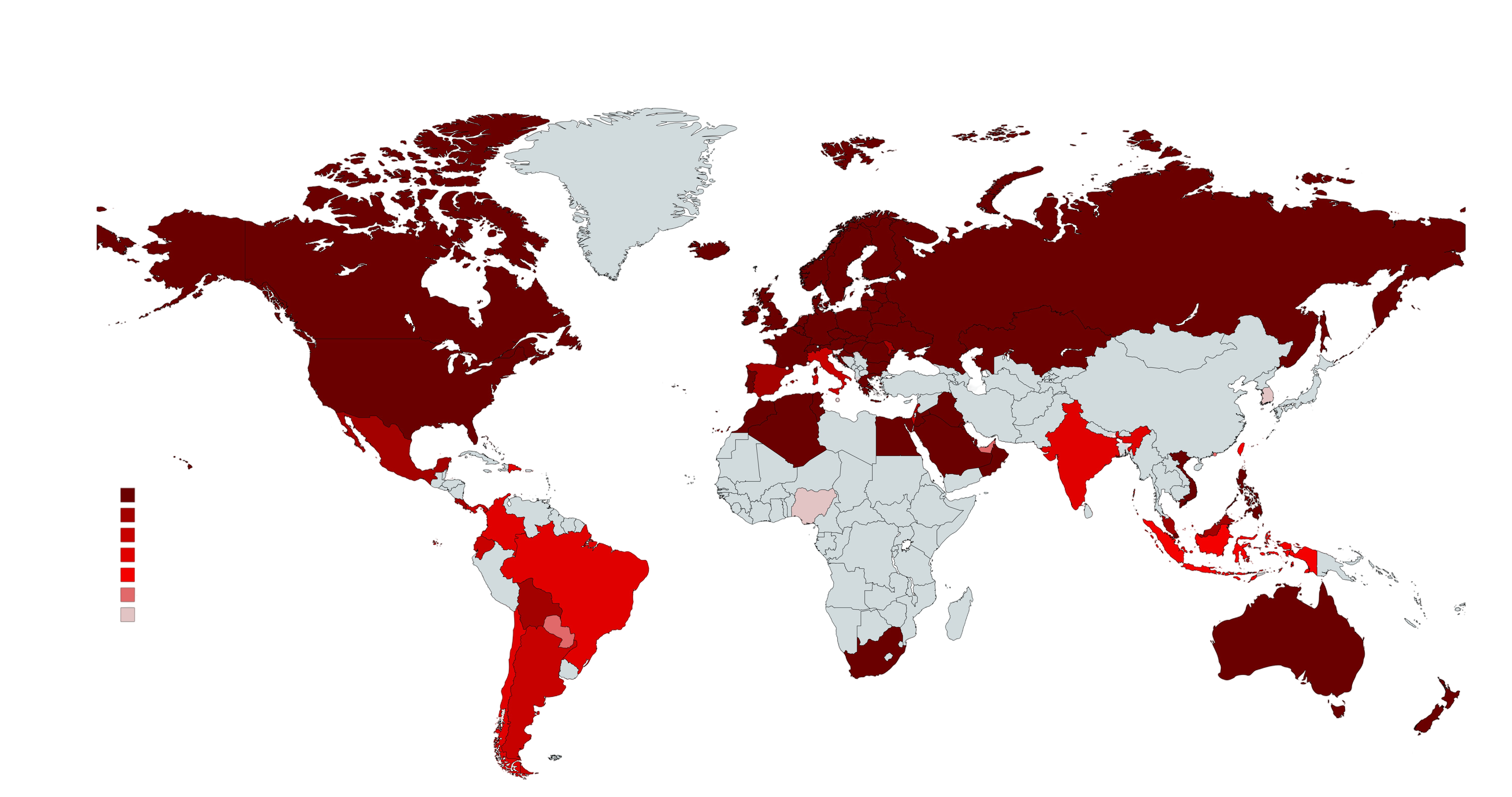
Paesi nei quali Flowers ha raggiunto la vetta in classifica.
Paesi nei quali Flowers ha raggiunto la 2ª posizione in classifica.
Paesi nei quali Flowers ha raggiunto il podio in classifica.
Paesi nei quali Flowers ha raggiunto la top 5 in classifica.
Paesi nei quali Flowers ha raggiunto la top 10 in classifica.

Secondo l'International Federation of the Phonographic Industry Flowers è risultato il brano più venduto a livello globale nel corso del 2023 con un totale di 2,70 miliardi di stream equivalenti.
Nell'arco delle prime ventiquattro ore di disponibilità Flowers ha accumulato 7,7 milioni di riproduzioni sulla piattaforma Spotify, divenendo il singolo riprodotto più volte in streaming nella carriera della cantante e il terzo più riprodotto a livello globale durante la giornata. A due giorni dalla pubblicazione ha registrato oltre 10,9 milioni di riproduzioni sulla medesima piattaforma, permettendo alla cantante di raggiungere la prima posizione nella classifica globale giornaliera. Il 26 gennaio 2023, grazie a oltre 115 milioni di streaming accumulati, il brano ha superato Easy on Me di Adele per numero di riproduzioni sulla piattaforma nella prima settimana di commercializzazione; ha inoltre battuto il record di canzone più rapida nel superare i cento milioni di riproduzioni in streaming, precedentemente detenuto da Butter dei BTS. Flowers è in seguito diventato anche il brano più riprodotto su Spotify durante l'anno, accumulando oltre 1,7 miliardi di stream e diventando uno dei 100 brani più popolari di sempre nella storia della piattaforma.
Negli Stati Uniti, nelle prime cinque ore dalla pubblicazione, il singolo ha registrato 2,4 milioni di audience radiofonica, 685 000 riproduzioni in streaming e 2 000 download digitali. Dopo una settimana completa di vendite e ascolti, ha debuttato al primo posto della classifica Billboard Hot 100, grazie a 52,6 milioni di riproduzioni, 33,5 milioni di ascoltatori raggiunti via radio e 70 000 copie vendute digitalmente, divenendo in questo modo il secondo brano di Miley Cyrus asceso alla prima posizione dopo Wrecking Ball del 2013.
Nel Regno Unito è divenuto il terzo singolo giunto al primo posto per l'artista: ha esordito in cima alla Official Singles Chart con 91 731 unità di vendita, di cui 10 034 download digitali e le restanti 81 697 riproduzioni in streaming, divenendo il migliore singolo di lancio di un album in termini di vendite settimanali da As It Was di Harry Styles. In Australia la canzone ha esordito al vertice della ARIA Singles Chart, diventando il primo singolo di Miley Cyrus a salire al primo posto nel paese oceaniano.

## Classifiche

### Classifiche settimanali
| Classifica (2023-24)  | Posizione massima |
| --------------------- | ----------------- |
| Argentina             | 3                 |
| Australia             | 1                 |
| Austria               | 1                 |
| Belgio (Fiandre)      | 1                 |
| Belgio (Vallonia)     | 1                 |
| Bielorussia           | 1                 |
| Bolivia               | 2                 |
| Brasile               | 4                 |
| Bulgaria              | 1                 |
| Canada                | 1                 |
| Cile                  | 5                 |
| Colombia              | 5                 |
| Corea del Sud         | 117               |
| Costa Rica            | 2                 |
| Croazia               | 1                 |
| Danimarca             | 1                 |
| Ecuador               | 3                 |
| Emirati Arabi Uniti   | 14                |
| Estonia               | 1                 |
| Filippine             | 1                 |
| Finlandia             | 1                 |
| Francia               | 1                 |
| Germania              | 1                 |
| Grecia                | 1                 |
| Hong Kong             | 16                |
| India                 | 4                 |
| Indonesia             | 8                 |
| Irlanda               | 1                 |
| Islanda               | 1                 |
| Israele               | 3                 |
| Italia                | 3                 |
| Kazakistan            | 1                 |
| Lettonia              | 1                 |
| Libano                | 2                 |
| Lituania              | 1                 |
| Lussemburgo           | 1                 |
| Malaysia              | 2                 |
| Medio Oriente         | 1                 |
| Messico               | 2                 |
| Moldavia              | 2                 |
| Norvegia              | 1                 |
| Nuova Zelanda         | 1                 |
| Paesi Bassi           | 1                 |
| Panama                | 3                 |
| Paraguay              | 14                |
| Polonia               | 1                 |
| Portogallo            | 1                 |
| Regno Unito           | 1                 |
| Repubblica Ceca       | 1                 |
| Repubblica Dominicana | 5                 |
| Romania               | 1                 |
| Russia                | 1                 |
| Singapore             | 1                 |
| Slovacchia            | 1                 |
| Spagna                | 2                 |
| Stati Uniti           | 1                 |
| Sudafrica             | 1                 |
| Svezia                | 1                 |
| Svizzera              | 1                 |
| Taiwan                | 9                 |
| Ucraina               | 1                 |
| Ungheria              | 1                 |
| Vietnam               | 1                 |

### Classifiche di fine anno
| Classifica (2023) | Posizione |
| ----------------- | --------- |
| Argentina         | 51        |
| Australia         | 1         |
| Austria           | 1         |
| Belgio (Fiandre)  | 1         |
| Belgio (Vallonia) | 1         |
| Bielorussia       | 1         |
| Brasile           | 43        |
| Bulgaria          | 1         |
| Canada            | 1         |
| Danimarca         | 1         |
| Estonia           | 1         |
| Finlandia         | 10        |
| Francia           | 1         |
| Germania          | 2         |
| Islanda           | 13        |
| Israele           | 13        |
| Italia            | 17        |
| Kazakistan        | 1         |
| Lituania          | 2         |
| Moldavia          | 16        |
| Norvegia          | 2         |
| Paesi Bassi       | 4         |
| Polonia           | 2         |
| Portogallo        | 6         |
| Regno Unito       | 1         |
| Russia            | 1         |
| Spagna            | 14        |
| Stati Uniti       | 2         |
| Svezia            | 4         |
| Svizzera          | 1         |
| Ucraina           | 2         |
| Ungheria          | 36        |
| Classifica (2024) | Posizione |
| Argentina         | 183       |
| Australia         | 39        |
| Austria           | 36        |
| Bielorussia       | 59        |
| Canada            | 44        |
| Danimarca         | 66        |
| Estonia           | 82        |
| Francia           | 57        |
| Germania          | 33        |
| Islanda           | 22        |
| Kazakistan        | 153       |
| Moldavia          | 122       |
| Nuova Zelanda     | 35        |
| Polonia           | 90        |
| Portogallo        | 72        |
| Regno Unito       | 54        |
| Repubblica Ceca   | 6         |
| Spagna            | 79        |
| Russia            | 78        |
| Stati Uniti       | 69        |
| Svizzera          | 21        |
| Ucraina           | 33        |

### Classifiche di fine decennio
| Classifica (2020-29) | Posizione |
| -------------------- | --------- |
| Bielorussia          | 44        |
| Kazakistan           | 114       |
| Moldavia             | 153       |
| Russia               | 36        |
| Ucraina              | 48        |